# Comic

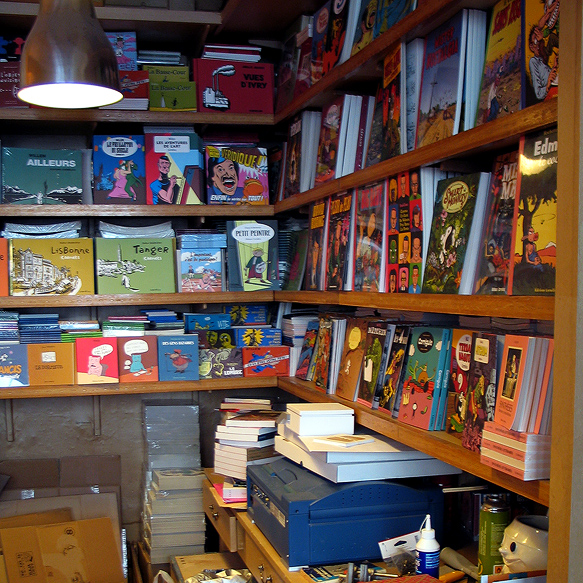
Stripromans in een boekhandel

Een comic is de Amerikaanse variant van het stripverhaal.
Het grootste (maar niet enige) verschil met Europese strips is dat comics meestal verschijnen als lange, doorlopende series vervolgverhalen die periodiek verschijnen, doorgaans één nummer per maand. De langstlopende titel van allemaal, Action Comics, was in 2023 bijvoorbeeld alweer toe aan deel 1055. Een verhaallijn kan in één nummer afgerond worden, maar in de meeste gevallen beslaat een enkel verhaal drie, vier of meer comics. In elk geval wordt er in de daaropvolgende verhaallijnen ook weer rekening gehouden met zaken die in een eerder verhaal hebben plaatsgevonden, om de continuïteit niet te verstoren.

## Universums
In veel gevallen van Amerikaanse comics, vooral bij grote uitgeverijen als DC, Marvel, Dark Horse en Image, bevinden de hoofdfiguren van titels zich binnen het 'universum' van hun uitgever. Dat wil zeggen dat personages van één maatschappij elkaar kunnen tegenkomen en elkaars continuïteit kunnen beïnvloeden, door bijvoorbeeld een belangrijk gebouw uit de omgeving van de ander te vernielen of een belangrijk personage uit de andere serie iets aan te doen. Figuren van verschillende uitgevers komen elkaar alleen tegen als hun eigenaars daarover afspraken maken, in verband met eigendomsrechten. Bij DC en Marvel zijn die rechten niet in handen van de makers zelf, maar van de uitgevers. Daardoor zijn titels zoals Superman, Batman, Wonder Woman, Hulk, Spider-Man en X-Men inmiddels al door honderden verschillende tekenaars en schrijvers gemaakt.
Behalve 'de grote vier' zijn er in Amerika en Canada honderden, in omvang verschillende, comic-uitgeverijen. Deze worden doorgaans de independent, indie en creator-owned uitgevers genoemd, verwijzend naar het in eigen bezit houden van de rechten op hun titels en personages door de makers.

## Verschillende formaten
Behalve in doorlopende series, komen Amerikaanse comics ook in andere formaten uit. Zo zijn er bijvoorbeeld:
- One-shot – Een one-shot is een comic die niet (direct) in een serie valt en doorgaans één afgerond verhaal bevat. One-shots zijn meestal dikker (48 of 64 pagina's) dan reguliere uitgaven in series. Een one-shot kan zowel een afgeleide zijn van een serie (bijvoorbeeld een verhaal over één personage dat in een reguliere titel doorgaans alleen een bijrol vertolkt) als over iets of iemand volkomen nieuws gaan.
- Miniserie – Een miniserie is een verzameling comics die samen één verhaal vormen en verder niet (direct) tot een doorlopende serie behoren. Dergelijke reeksen bestaan in allerhande groottes, zoals drie, vier of twaalf delen en meer.
- Trade paperback – Een trade paperback is een dikkere verzameling comics die eerder in serievorm verschenen. Dat kan een miniserie zijn, maar ook een aantal nummers uit een doorlopende serie. Deze delen vormen doorgaans samen een complete verhaallijn. Er zijn  trade paperbacks die één of twee delen bundelen, maar ook verzamelingen van hele jaargangen tot 25 of meer delen tegelijk. Voorbeelden hiervan zijn de gebundelde uitgaven van Cerebus en Strangers in Paradise. In de meeste gevallen gaat het om verzamelingen van vier tot zes nummers.
- Graphic novels – Deze vorm komt het meest overeen met Europese stripalbums. Een graphic novel is één uitgave van behoorlijke omvang met daarin een nog niet in andere vorm verschenen, afgerond stripverhaal.

Zowel trade paperbacks als graphic novels verschijnen zowel met harde ("hardcover") als met zachte ("softcover") kaft.

## Comics in Nederland
In Nederland zijn de originele, Engelstalige uitgaven van comics voornamelijk (direct) te koop bij betere stripzaken. Vaak heeft boekenketen De Slegte ook een (beperkte) selectie graphic novels en trade paperbacks voorradig. De twee laatstgenoemde formaten zijn ook – en in ruimere mate – verkrijgbaar via een online boekhandel als Bol.com of te bestellen via de websites van verschillende reguliere boekenwinkels.
Daarnaast zijn (of waren) er wel al jaren in de eigen taal vertaalde titels in Nederland te verkrijgen. Met name Baldakijn Boeken (BB), Juniorpress en Z-Press hebben een aantal (met name Marvel-)series uitgegeven. De volgende (onvolledige) lijst van Amerikaanse comics is al eens in Nederlandstalige uitgaven verschenen:
| - American Vampire (Vertigo) - Angela (Image) - Avengers (Marvel) - Batman (DC) - Captain America (Marvel) - Captain Marvel (Marvel) - Cloak & Dagger (Marvel) - The Creed (Image) - Daredevil (Marvel) - Darkness (Image) - Tales of Darkness (Image) | - Defenders (Marvel) - Fables – Vertigo - Fantastic Four (Marvel) - Fathom (Image) - Gen 13 (Image) - The Incredible Hulk (Marvel) - Iron Man (Marvel) - New Mutants (Marvel) - Sam & Twitch (Image) - She-Hulk (Marvel) | - Spawn (Image) - Spider-Man (Marvel) - Amazing Spider-Man (Marvel) - Spectacular Spiderman (Marvel) - Web of Spiderman (Marvel) - Spider-Woman (Marvel) - Superman (DC) - Sweet Tooth (strip) (Vertigo) - Teen Titans (DC) - Thor (Marvel) | - Tomb Raider (Image) - Violator (Image) - Witchblade (Image) - Medieval Witchblade (Image) - Tales of the Witchblade (Image) - The Walking Dead (Image) - Wolverine (Marvel) - Wonder Woman (DC) - Uncanny X-Men (Marvel) - Y: The Last Man (Vertigo) |

## Comicverfilmingen (pre-revolutie)
Na een paar amateuristische pogingen in de jaren zestig (tot in 1994) om comic-personages overtuigend op bewegend beeld te krijgen, ontketende het commerciële succes van de eerste X-Men-film in het jaar 2000 een reeks grote – en minder grote – successen op het gebied van comic-verfilmingen. Hieronder volgt een (onvolledige) lijst van verschenen films (non-animatie) die als comic-titel begonnen:
*Animatiefilms buiten beschouwing gelaten
| - Captain America (1944) - Superman (1948) - Atom Man vs. Superman (1950) - Superman and the Mole Men (1958) - Wonder Woman (1974) - Superman (1978) - Superman II (1980) - Conan the Barbarian (1982) - Swamp Thing (1982) - Superman III (1983) | - Conan the Destroyer (1984) - Red Sonja (1985) - Superman IV: The Quest for Peace (1987) - The Incredible Hulk Returns (1988) - Batman (1989) - The Punisher (1989) - The Return of Swamp Thing (1989) - Captain America (1990) - Teenage Mutant Ninja Turtles (1990) | - Teenage Mutant Ninja Turtles II: The Secret of the Ooze (1991) - Batman Returns (1992) - Teenage Mutant Ninja Turtles III (1993) - The Crow (1994) - The Mask (1994) - Batman Forever (1995) - Tank Girl (1995) - Barb Wire (1996) - The Crow: City of Angels (1996) | - Generation X (1996) - Batman & Robin (1997) - Men in Black (1997) - Spawn (1997) - Steel (1997) - Blade (1998) - The Crow: Salvation (2000) - X-Men (2000) - Witchblade (2000) |

## Comic-verfilmingen (post-revolutie)
| - From Hell (2001) - Ghost World (2001) - Blade II (2002) - Men in Black II (2002) - Road to Perdition (2002) - Spiderman (2002) - Bulletproof Monk (2003) - Daredevil (2003) - Hulk (2003) - The League of Extraordinary Gentlemen (2003) - X2 (2003) - Blade: Trinity (2004) - Catwoman (2004) - Hellboy (2004) - The Punisher (2004) - Spiderman 2 (2004) - Batman Begins (2005) - Constantine (2005, gebaseerd op Hellblazer) | - The Crow: Wicked Prayer (2005) - Elektra (2005) - Fantastic Four (2005) - A History of Violence (2005) - Serenity (2005) - Sin City (2005) - Son of the Mask (2005) - V for Vendetta (2005) - 300 (2006) - Superman Returns (2006) - X-Men: The Last Stand (2006) - 30 Days of Night (2007) - Fantastic Four: Rise of the Silver Surfer (2007) - Ghost Rider (2007) - Spiderman 3 (2007) - Stardust (2007) - The Dark Knight (2008) - Hellboy II: The Golden Army (2008) | - The Incredible Hulk (2008) - Iron Man (2008) - The Spirit (2008) - Wanted (2008) - Watchmen (2009) - X-Men Origins: Wolverine (2009) - 30 Days of Night: Dark Days (2010) - Iron Man 2 (2010) - Kick-Ass (2010) - The Losers (2010) - RED (2010) - Captain America: The First Avenger (2011) - Ghost Rider: Spirit of Vengeance (2011) - Green Lantern (2011) - Thor (2011) - X-Men: First Class (2011) - The Amazing Spider-Man (2012) - The Avengers (2012) | - The Dark Knight Rises (2012) - Men in Black III (2012) - Iron Man 3 (2013) - Kick-Ass 2 (2013) - Man of Steel (2013) - RED 2 (2013) - Thor: The Dark World (2013) - The Wolverine (2013) - I, Frankenstein (2014) - 300: Rise of an Empire (2014) - The Amazing Spider-Man 2 (2014) - Captain America: The Winter Soldier (2014) - Sin City: A Dame to Kill For (2014) - X-Men: Days of Future Past (2014) - Batman v Superman: Dawn of Justice (2016) - Wonder Woman (2017) - Wonder Woman 1984 (2020) |